# Rocca Altiera
Rocca Altiera è una montagna alta 2.018 m del Lazio (Italia), in provincia di Frosinone, nel comune di Settefrati.